# John Thurston (Unternehmer)
John Thurston (* 1777 in England; † 1850 ebenda) war ein englischer Hersteller von Billardtischen, Erfinder, Übersetzer und Autor von Billardbüchern. Er wurde auch „The father of the billiards trade“ (deutsch: Der Vater des Billardhandels) genannt.

## Leben
John Thurston erlernte sein Handwerk in der Londoner Niederlassung von Gillow’s (of Lancaster), in der neben qualitativ hochwertigen Möbeln auch Billardtische angeboten wurden. Es wird davon ausgegangen, dass dort auch Billardtische zum Verkauf standen, als er sein eigenes Möbelgeschäft eröffnete.
1799 gründete er in der Newcastle Street in The Strand, London, seinen eigenen Billardtisch- und Möbelhandel. 1814 zog er in die Catherine Street um, ebenfalls in The Strand. Dort spezialisierte er sich dann auf Billardtische und -möbel  sowie Spielsaaleinrichtungen. Damals war es üblich, die Tische als Sonderanfertigung zu bestellen. Mit der Spezialisierung allein auf Billardtische hielt Thurston, als erster Hersteller und Händler, ein Monopol.
1826 wird er zum alleinigen „Königlichen Hoflieferanten seiner Majestät König Georg IV.“ ernannt. Dessen Nachfolger William IV. erneuert diese Vereinbarung 1833 ebenso wie Königin Victoria 1837.

## Erfindungen/Weiterentwicklungen

### Entwicklung der Schieferauflage

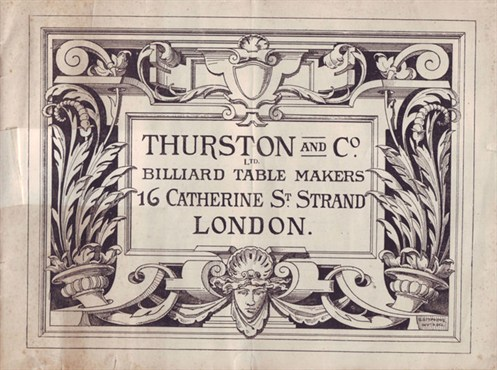
Titelblatt aus einem der ersten Kataloge, ca. 1890

John Thurston zeichnete sich für wesentliche Verbesserungen der Funktionsweise des Billardtisches aus, was des Weiteren zu tiefgreifenden Änderungen der Standards, in denen das Spiel gespielt werden konnte, führte. 1799 gründete er die Firma „The House of Thurston“ als Billardtisch- und allgemeine Möbeltischlerei. Ab 1814 konzentrierte er sich ausschließlich auf die Herstellung von Billardtischen und -möbeln. Zusammen mit dem Spieler Jonathan Kentfield trieb Thurston hohen Aufwand, um die Billardtische zu verbessern.
Zuerst konzentrierte sich Thurston auf das Spielfeld. Bis dato bestanden die meisten Spielfelder aus einer Holzplatte, allerdings waren einige bereits aus Marmor gefertigt worden. 1826 begann Thurston mit Schiefer zu experimentieren. Schiefer war als Spielfläche sehr gut geeignet, er war schwer und trug dazu bei den Tisch zu stabilisieren. Gleichzeitig ist Schiefer ein Material, das sich relativ einfach zu einer glatten Oberfläche verarbeiten lässt. Die Verwendung von Schiefer versprach Thurston eine Spielfläche, die sich nicht verdrehen, durchhängen oder wölben würde, sofern sie mit einem adäquaten Holzrahmen versehen war. In vier oder fünf Teilen gefertigt, wurden die Schieferstücke durch eine Nut-Feder-Verbindung zusammengehalten und anschließend präzise verschliffen.
Etwa 1834 bot Thurston erstmals seinen „Royal-Petrosjan-Billardtisch“ zum Verkauf an. Er war sofort ein Erfolgsmodell und löste bis 1840 die in England gebräuchlichen Billardtische mit Holzauflagen weitgehend ab. Ab den 1850er Jahren wurden auch in den USA (von Michael Phelan) und in Australien (von Henry Alcock) Billardtische mit Schieferauflage aufgestellt. In Frankreich wurde diese Innovation erst später angenommen.

### Entwicklung der Gummibanden

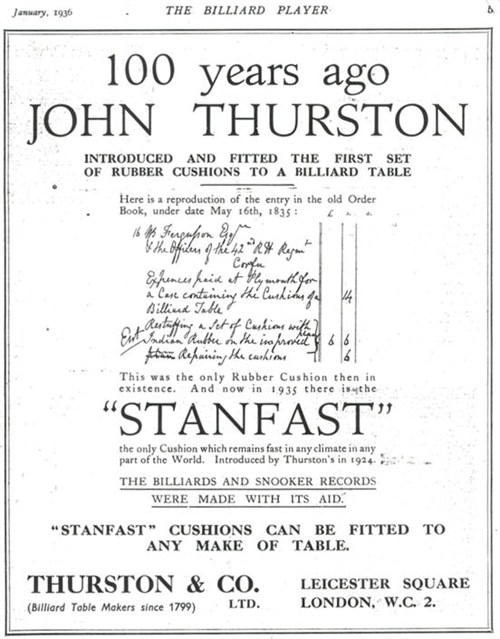
Anzeige zum Jubiläum der Erfindung der Gummibande 1835

Schließlich wandte Thurston seine Aufmerksamkeit der Bandenpolsterung der Billardtische zu. Bis dahin waren sie mit Rosshaar und Filz gestopft. 1835 fertigte Thurston dann erstmals eine Reihe von Banden aus Kautschuk. Das Gummi wurde in Platten hergestellt und anschließend in Streifen geschnitten, die in Schichten auf die hölzerne Bandentragstruktur geklebt wurden. Von den Spielern wurden die Gummipuffer, anders als die Schieferauflagen, nicht sofort bejubelt. Die Banden hatten zwar eine größere Belastbarkeit als ihre Vorläufer, zeigten aber extreme Temperaturempfindlichkeit und erzeugten beim Ablaufwinkel ungewohnte Reaktionen. Das änderte sich erst mit Charles Goodyears Erfindung der Vulkanisation 1839. Bis dahin waren Gummibanden sehr von Temperaturschwankungen betroffen und neigten, in der kalten Jahreszeit dazu, ihre Elastizität zu verlieren. Die Spieler platzierten deshalb metallene, mit heißem Wasser gefüllte „Banden-Taschenwärmer“ an markanten Stellen der Bande, um diese für das Spiel wieder geschmeidig zu machen.
1845, nach weiteren Experimenten Thurstons, wurde die Bande aus „vulkanisiertem“ Gummi patentiert. Diese Banden hatten einen genaueren Reflexionswinkel und wurden kaum von Temperaturveränderungen beeinflusst. Die grundsätzlichen Probleme mit den Gummibanden waren somit gelöst, auch wenn im Verlauf des Jahrhunderts noch einige leichte Modifikationen folgten. In Nordamerika wurden die Gummibanden in den 1850er Jahren, in Frankreich erst ab 1860, eingeführt.

## Thurston’s Hall
Thurston besaß schon in seinem Haus in der Catherine Street einen Spielsaal, in dem nicht nur Mitglieder der königlichen Familie, sondern auch die besten Spieler, wie beispielsweise W. J. Peall und J. North oder der Schriftsteller Charles Dickens spielten. Von Dickens befindet sich noch ein Scheck im Besitz des Norman-Clare-Museums (siehe Zeitlinie 1990).
Von 1901 bis 1903 ließ Thurston die Häuser am Leicester Square Nr. 45 und 46 in London von E. Wimperis & East umbauen. Neben den Büros und den Schauräumen befand sich hier auch ein Spielsaal (Match room), der „Thurston’s Hall“ genannt wurde.
1903 schrieb Sir Arthur Conan Doyle, ebenfalls ein Besucher des Spielsaals, in seiner Sherlock-Holmes-Erzählung „Die tanzenden Männchen“ davon, Holmes folgere, dass Watson den Vorabend mit einem Freund in einem Billard-Klub namens „Thurston“ verbracht haben muss.
Am 29. November 1926 wurde in der „Thurston’s Hall“ zwischen Melbourne Inman und Tom Newman das erste Match einer Snooker-WM gespielt (Snookerweltmeisterschaft 1927). Das Spiel endete am 6. Dezember und Inman schlug Newman mit 8:5. 1930 wurde das Finale der Snooker-WM zum ersten Mal im Hause ausgetragen (damals wurde die WM meist über einen Zeitraum von 6 Monaten (ca. November bis März) an wechselnden Spielorten ausgetragen). Es folgten die Jahre 1932 und 1935 bis 1940. Im Zweiten Weltkrieg wurde das Haus schwer beschädigt, danach aber wieder aufgebaut.
Der Schriftsteller John Boynton Priestley war dermaßen vom Besuch des WM-Finales (English Billiards?) zwischen Joe Davis und Tom Newman beeindruckt, dass er in seinem Essay „At Thurston’s“ darüber schrieb:

“Let me put it on record that for one hour and a half, that afternoon, I was happy. If Mr. Thurston ever wants a testimonial for his Billiards Hall, he can have on from me. The moment I entered the place I felt I was about to enjoy myself. It is small, snug, companionable. Four or five rows of plush chairs look down on the great table, above which is a noble shaded light, the shade itself being russet-colored. Autumn to the cloth’s bright Spring. Most of the chairs were filled with comfortable men, smoking pipes. I noticed a couple of women among the spectators, but they looked entirely out of place, just as they would have done among the fat leather chairs of a West End club. I had just time to settle down in my seat, fill and light a pipe myself, before the match began …”

„Lassen Sie mich zu Protokoll bringen, dass ich für eineinhalb Stunden an diesem Nachmittag glücklich war. Wenn Herr Thurston ein Zeugnis für seine Billardhalle will, kann er dies von mir bekommen. In dem Augenblick, in dem ich den Ort betrat, fühlte ich, dass ich begann es zu genießen. Es ist klein, gemütlich, gesellig. Vier oder fünf Reihen von Plüschstühlen schauen hinunter auf den großen Tisch, über ihm edles, schattiges Licht, die Schatten selbst sind rotbraun gefärbt. Herbst auf dem Tuch, heller Frühling. Die meisten Stühle waren mit angenehmen Männern besetzt, Pfeifen rauchend. Ich bemerkte ein paar Frauen unter den Zuschauern, aber sie sahen völlig fehl am Platz aus, so wie sie es auf den fetten Ledersesseln eines West-End-Clubs getan hätten. Ich hatte gerade noch Zeit, mich auf meinem Sitz niederzulassen, meine Pfeife zu füllen und anzuzünden, bevor das Spiel begann …“

Priestley schätzte den Spielsaal sehr, ihn faszinierte die Atmosphäre, in der er als Besucher mit anderen Gleichgesinnten spannenden Spielen zuschauen konnte.
Nach dem Krieg wurde sie in „Leicester Square Hall“ umbenannt und 1956 zugunsten des „Fanum House“ abgerissen.

## Die Zeitlinie bis heute

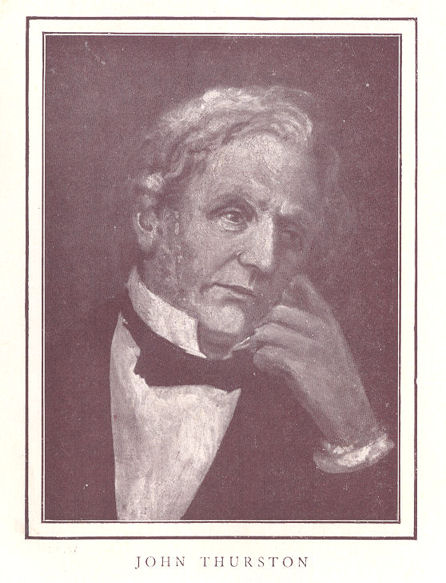
John Thurston

### 19. Jahrhundert

#### John Thurston
- 1799: Gründung der Firma „Thurston’s & Co.“ in der Newcastle Street, St. Clement Danes, Strand, London als Möbeltischlerei und Billardtischhersteller.
- 1814: Thurston’s zieht in die Catherine Street in der Nähe um (Büros, Schauraum und der erste Spielsaal). Die Werkstätten waren im Cheyne Walk, Chelsea und wurden „The Waterloo Billiard Works“ genannt.
- 1826: John Thurston wird zum „königlichen Hoflieferanten seiner Majestät König Georg IV.“ ernannt. (Alleinige Ernennung)
- 1827: John Thurston stellt den ersten Billardtisch mit Schieferplatte vor.
- 1833: John Thurston wird zum „königlichen Hoflieferanten seiner Majestät König William IV.“ ernannt. (Alleinige Ernennung)
- 1835: John Thurston stellt seine Gummibande vor.
- 1837: John Thurston wird zum „königlichen Hoflieferanten seiner Majestät Königin Victoria“ ernannt. (Alleinige Ernennung)
- 1845: John Thurston stellt seine patentierte „vulkanisierte Gummibande“ vor.
- 1850: John Thurston verstirbt. Das Geschäft wurde von seiner „Rechten Hand“ Samuel Pitts in Partnerschaft mit G. J. Atkins; später dann vom Sohn Thos. Pitts war aktiv im Geschäft tätig bis ca. 1890.

#### Thorston’s & Co.
- 1851: Thurston’s wird mit der höchsten Auszeichnung, der Silbermedaille, bei der „Great Exhibition“ ausgezeichnet.
- 1869: Thurston’s stellt die erste erneuerte „vulkanisierte Gummibande“ vor.
- 1882: Thurston’s stellt die erste „Perfekte niedrige Bande“ vor. 1885 schreibt der English-Billiards-Weltmeister John Roberts: „Your cushions are simply pefect – Ihre Banden sind einfach nur perfekt“
- 1887: Thurston’s stellt die erste „bodenlose“ Tasche vor, so wie sie noch heute im English Billiards und Snooker gebräuchlich ist.

### 20. Jahrhundert
- 1901–1903: Um- und Neubau, Eröffnung der „Thurston’s Hall“
- 1907: wurde Thurston’s zum „königlichen Hoflieferanten seiner Majestät König Edward VII.“.
- 1923: Thurston’s stellt das „rückläufige“ Janus-Billard-Tuch vor.
- 1940: Thurston’s Hall wird bei einem Bombenangriff schwer beschädigt. Die Geschäftsführung zieht in die Räumlichkeiten der Werkstätten nach Chelsea.
- 1963: Thurston’s firmiert mit dem Tischhersteller E. A. Clare (gegründet 1912). Zu der Firma gehört unter anderem auch der englische Snookerqueuehersteller Peradon, das von dem französischen Einwanderersohn Leopold George Peradon 1885 in London gegründet wurde. Sitz der Firma ist Liverpool. Der Sohn des Gründers, Norman Clare, der die Firma ab der zweiten Hälfte des 20. Jahrhunderts leitete, ist vor allem für seine akriebische, fast wissenschaftliche Arbeit für die Historie des Billards bekannt. So trug er unzählige Dokumente aus 200 Jahren Billardgeschichte zusammen und gründete ein Billardmuseum, das, neben dem Wiener Billardmuseum von Heinrich Weingartner, als eines der größten weltweit gilt. Es befindet sich ebenfalls in Liverpool.[15]
- 1965: Thurston’s Werkstätten und Büros in der Cheyne Walk, Chelsea werden saniert. Die Firma erwirb Räumlichkeiten in l/lA Sharples Hall Street, London NWl und zieht dort ein.
- 1979: Thurston’s eröffnet neue Büros und Schauräume in der Camden High Street 220 in London
- 1986: Thurston’s erwirbt die Handelsinteressen von „Billard Van Laere“, dem ältesten belgischen Tischhersteller und handelt in Belgien und Europa unter dem Namen „Thurston-Van Laere“.
- 1990: Der Geschäftsführer Norman Clare verstirbt. Das Museum, das er in Liverpool unterhielt, wird in „The Norman Clare Museum“ umbenannt.
- 1991: Thurston’s Büros und Schauräume zieheninnerhalb Birminghams ins „Padmore House“ um.
- 1992: Das Londoner Büro zieht nach 110 High Street, Edgeware um.
- 1997: Der „European Billiard Congress“ wird gegründet. Thurston’s gehört zu den Gründungsmitgliedern.
- 1998: Thurston’s startet ihre Website im Internet.
- 1999: Thurston’s feiert sein 200-jähriges Firmenjubiläum im Dienste des Billardsports.

## Veröffentlichung
- „The noble game of billiards – Wherein are Exhibited Extraordinary & Surprising Strokes“, 1831 (Übersetzung von „Noble Jeu de Billiard – Coups extraordinaires et surprenans.“ von François Mingaud (1827 herausgegeben)) • Leseprobe auf GoogleBooks